# Əfqan Bayramov
Əfqan Bayramov –también escrito como Afgan Bayramov– (Suraxanı, URSS, 14 de octubre de 1983) es un deportista azerbaiyano que compitió en halterofilia.
Ganó una medalla de oro en el Campeonato Europeo de Halterofilia de 2012, en la categoría de 69 kg. Participó en dos Juegos Olímpicos de Verano, en los años 2008 y 2012, ocupando el sexto lugar en Pekín 2008, también en la categoría de 69 kg.

## Palmarés internacional
| Campeonato Europeo | Campeonato Europeo | Campeonato Europeo | Campeonato Europeo |
| Año                | Lugar              | Medalla            | Categoría          |
| ------------------ | ------------------ | ------------------ | ------------------ |
| 2012               | Antalya (Turquía)  | Medalla de oro     | 69 kg              |